# Batalha de Covadonga
A Batalha de Covadonga foi a primeira grande vitória das forças militares Cristãs na Hispânia a seguir à invasão árabe de 711. Uma década depois, provavelmente no verão de 722, a vitória de Covadonga assegurou a sobrevivência da soberania cristã no norte da Península Ibérica, e é considerada por muitos autores como o início da Reconquista.
Sete anos depois da invasão árabe sobre a Hispânia, Pelágio das Astúrias, um nobre descendente dos monarcas visigodos, conseguiu expulsar um governador provincial, Munuza, do distrito das Astúrias, no noroeste da Península. Conseguiu segurar o território contra inúmeras investidas dos árabes para o recuperar e depressa estabeleceu o Reino das Astúrias que viria a transformar-se na região cristã de soberania contra a expansão islâmica. Pelágio, embora incapaz de conter os Muçulmanos em muitas situações, sobrevivia e dinamizava o movimento para a Reconquista.
Após a vitória de Pelágio, as populações das vilas asturianas emergiram com as suas armas, matando centenas de mouros. Munuza, reconhecendo a derrota, organizou outra força e reuniu os sobreviventes de Covadonga. Mais tarde, iria confrontar Pelágio e o seu exército, agora aumentado, perto de Proaza. Novamente Pelágio vence, e Munuza morre na batalha.

## Contexto
Após a queda do Reino Visigótico em 711, os resistentes aos Omíadas refugiaram-se no norte da Península Ibérica, na cordilheira Cantábrica, e escolheram Pelágio como rei (718), filho de Fávila, um nobre da corte do rei visigodo Égica. Pelágio fixa a sua capital em Cangas de Onís e encabeça a resistência. Recusa-se a pagar tributos aos Omíadas e após reforçar o seu exército com combatentes que continuavam a chegar, ataca pequenas guarnições omíadas da região.
Os omíadas, cujo poder na Península se concentrava em Córdova, não parecem preocupados com essa insurreição naquela afastada região montanhosa, sem grande interesse estratégico para eles. Tanto mais que os seus recursos eram absorvidos com as campanhas do outro lado dos Pirenéus, contra o reino franco. Mas após a derrota de 721 em Tolosa, o governador Ambiza (Ambaçá ibne Suaime Alcalbi), do Alandalus, decide enviar uma expedição punitiva contra as Astúrias, vendo ali uma vitória fácil para elevar o moral das suas tropas. Encarrega Munuza na preparação da expedição. Munuza envia então o general Alcama acompanhado por Opas, irmão do antigo rei visigodo Vitiza e arcebispo de Sevilha, para negociar a rendição dos Asturianos. Após o fracasso das negociações, os Omíadas, em maior número e melhor organizados, perseguem Pelágio e seus homens. Os asturianos levam pouco a pouco os Omíadas ao coração das montanhas até atingirem Covadonga, num estreito vale de fácil defesa, quando apenas restavam 300 homens.

## Desenvolvimento
Após a recusa por parte de Pelágio em render-se, Alcama envia as suas tropas ao fundo do vale. Os asturianos lançam setas desde os pentes das montanhas e refugiam-se nas Grutas de Covadonga. No auge da batalha, Pelágio encabeça os seus homens e desce para o vale. Os Omíadas, incapazes de manobrarem naquele local, decidem retirar, mas um grupo de asturianos corta a saída. Presos no fundo do vale, Alcama e muitos de seus homens morrem no decorrer da luta.

## Consequências
Os cronistas afirmam que, apesar da vitória asturiana, somente dez homens sobreviveram. No entanto, numerosos aldeões pegaram em armas e atacaram o resto das tropas omíadas, infligindo pesadas perdas e tornando a retirada longa e delicada no seio do labirinto de montanhas. Durante dois dias e duas noites, os Omíadas percorreram cerca de 50 kms a pé em altitudes situadas entre os 1200 e 1500 metros, sofrendo diversas emboscadas durante o caminho. Munuza, tendo conhecimento da situação, enviou reforços para recolher os sobreviventes.
Após essa batalha, os Omíadas minimizaram o poder das forças asturianas sobreviventes assim como o impacto dessa batalha. No entanto, o reino das Astúrias tornar-se-ia o berço de partida da Reconquista, e a própria batalha marca o seu início simbólico. Atribuindo a vitória à proteção de Maria, Pelágio manda construir em sua honra um santuário nas grutas, batizadas Cova Dominica, que se chamariam Covadonga.